# هوارد هاريس
هوارد هاريس (بالإنجليزية: Howard Harris)‏ هو كاتب أمريكي، ولد في 15 فبراير 1912، وتوفي في 22 مارس 1986.

## وصلات خارجية
- هوارد هاريس على موقع قاعدة بيانات برودواي على الإنترنت (الإنجليزية)